# 보잉 비즈니스 제트
보잉 비즈니스 제트(영어: Boeing Business Jet, BBJ), 은 보잉사의 민간 여객기를 기반으로 비즈니스 고객의 맞게 개발, 설계하여 이에 맞는 수요를 충족하기 위해 개발된 항공기로서 보잉과 제너럴 일렉트릭이 공동으로 개발하고 있다. 처음 BBJ는 보잉 737-700기를 바탕으로 제작되었으며 호화 객실, 회의실, 호텔급 화장실을 구비하였으며 이후 보잉 747-8, 보잉 777등 광동체기로 사업을 확대해나가고 있다.

## 보잉 BBJ
보잉 BBJ는 BBJ의 가장 기본적인 형태로 보잉 737-700기 구조에 보잉 737-800기에 버금가는 성능으로 제작되었다. 이후 보잉 737-800과 보잉 737-900ER기를 바탕으로도 제작되었는데 보다 명확한 분류를 위해 BBJ 뒤에 숫자를 대입, BBJ1, BBJ2, BBJ3로 구분하였다.
이후 11개의 모델들이 BBJ의 모델 구분에 상관없이 구조를 바꾸었고 네덜란드의 포커사는 2016년, BBJ에 기존 항공기에 비해 1.5m 넓은 창을 제작, 제공해주었다. BBJ에 일어난 대부분의 변화는 연료 효율을 위해 윙렛을 늘렸고, 비즈니스 고객들의 지리적 제약에 상관없는 이동을 위한 항공기 내부탑재 계단, ETOPS 총족과 대륙간 횡단을 위한 추가 연료탱크 증설이 대표적 변화이다.
보잉이 BBJ를 출시하자, 경쟁사인 에어버스는 에어버스 ACJ기를 개발, 출시하였고 이후 브라질의 엠브라에르, 미국의 걸프스트림, 캐나다의 봄바디어가 더 발전된 비즈니스 제트기를 출시하여 비즈니스 제트기의 경쟁구도를 가속화하였다.

## BBJ 패밀리

### 협동체 항공기
BBJ MAX 8, 9
- 보잉 737 MAX 8, 9기를 바탕으로 제작된 본 항공기는 기존 협동체 BBJ에 비해 13%의 연료효율성과 11,714~11,584km의 항속거리를 보유하여 무정착으로 태평양 횡단이 가능해졌다. 이 항공기는 기존의 BBJ와 달리 길어진 객실구조와 더 넓어진 화물칸을 갖추었다.

### 광동체 항공기
BBJ 747
- 과거에는 보잉 747-400기를 기반으로 제작되었지만 최근에는 보잉 747-8기를 바탕으로 제작된 모델로 전 BBJ 모델 중 가장 큰 규모를 자랑한다. 747 BBJ는 가장 환경친화적인 비즈니스 제트기로 알려져있으며 고객이 원하는대로 제작할 수 있다. 장거리 여객기를 기반으로 제작된 특성상, 17,150km의 항속거리를 자랑한다.

BBJ 777
- 보잉 777-200LR기를 기반으로 제작되었지만 최근, 보잉 777X기의 개발로 본 항공기로도 제작될 예정으로서 18,700km의 항속거리를 자랑하는데 BBJ중 가장 긴 항속거리를 보유하고 있다.

BBJ 787
- 보잉 787-8, 9기를 기반으로 제작된 본 항공기는 BBJ 747과 더불어 친환경적인 항공기로 홍보되고 있다. BBJ 777처럼 17,760~18,430km의 항속거리를 지니고 있다.

## 보유 및 배달
| 기종      | 보잉 737 | 보잉 737 BBJ | 보잉 737 MAX | 보잉 747-400 | 보잉 747-8 | 보잉 757 | 보잉 767 | 보잉 777 | 보잉 787 | 합계 |
| --------- | -------- | ------------ | ------------ | ------------ | ---------- | -------- | -------- | -------- | -------- | ---- |
| 주문      | 15       | 163          | 13           | 5            | 8          | 9        | 16       | 3        | 8        | 240  |
| 인도      | 15       | 163          | 0            | 5            | 8          | 8        | 9        | 3        | 8        | 219  |
| 운용 대수 | 14       | 156          | 0            | 5            | 8          | 5        | 3        | 3        | 6        | 200  |

## 운용 국가
- BBJ는 주로 비즈니스용으로 사용하지만 효율성이 높아 정부 전용기로도 사용되는데 정부 전용기로 사용하는 국가는 다음과 같다.

### 아시아
- 대한민국 - BBJ1,BBJ 787-8
- 말레이시아 - BBJ1
- 사우디아라비아 - BBJ1,2,3
- 아랍에미리트 - BBJ2
- 인도 - BBJ1
- 인도네시아 - BBJ2
- 카자흐스탄 - BBJ1
- 카타르 - BBJ1
- 쿠웨이트 - BBJ3

### 아프리카
- 나이지리아 - BBJ1
- 남아프리카 공화국 - BBJ1
- 니제르 - BBJ1
- 마다가스카르 - BBJ2
- 모로코 - BBJ1
- 튀니지 - BBJ1

### 유럽
- 네덜란드 - BBJ2 (2019년 도입)
- 벨라루스 - BBJ2
- 폴란드 - BBJ2 (2020년 도입)

### 북아메리카
- 미국 - BBJ1

### 남아메리카
- 콜롬비아 - BBJ1

### 오세아니아
- 오스트레일리아 - BBJ1

## 제원
| 분류                         | BBJ1                                          | BBJ MAX 8                   | BBJ 747                     | BBJ 777                        | BBJ 787                        |
| ---------------------------- | --------------------------------------------- | --------------------------- | --------------------------- | ------------------------------ | ------------------------------ |
| 탑승 승무원                  | 4                                             | 4                           | 4                           | 4                              | 4                              |
| 길이                         | 33.63 m (110 ft 4 in)                         | 39.5 m (129 ft 8 in)        | 76.4 m (250 ft 8 in)        | 63.73 m (209 ft 1 in)          | 62.8 m (206 ft)                |
| 날개 길이                    | 35.79 m (117 ft 5 in)                         | 35.92 m (117 ft 10 in)      | 68.5 m (224 ft 7 in)        | 64.80 m (212 ft 7 in)          | 60.1 m (197 ft 3 in)           |
| 날개 면적                    | 1,341 sq ft                                   | 1,373 sq ft                 | 5,960 sq ft                 | 5,520 sq ft                    | 3,501 sq ft                    |
| 높이                         | 12.57 m (41 ft 3 in)                          | 12.3 m (40 ft 4 in)         | 19.6 m (64 ft 4 in)         | 18.62 m (61 ft 1 in)           | 16.9 m (55 ft 6 in)            |
| 기체 무게                    | 94,570 lb (42,895 kg) - 98,500 lb (44,700 kg) | 141,700 lb (64,300 kg)      | 472,900 lb (214,500 kg)     | 352,100 lb (159,700 kg)        | 304,000 lb (138,000 kg)        |
| 최대 연료 탑재량             | 40,530 L                                      | 39,444 L                    | 239,564 L                   | 181,283 L                      | 126,372 L                      |
| 최대 이륙중량                | 171,000 pounds (77,564 kg)                    | 181,200 pounds (82,191 kg)  | 987,000 pounds (447,696 kg) | 766,000 pounds (347,452 kg)    | 557,000 pounds (252,651 kg)    |
| 최대 착륙중량                | 134,000 pounds (60,781 kg)                    | 152,800 pounds (69,309 kg)  | 688,000 pounds (312,072 kg) | 492,000 pounds (223,167 kg)    | 425,000 pounds (192,777 kg)    |
| 순항 속도                    | 마하 0.78 (954.72 km)                         | 마하 0.79 (966.96 km)       | 마하 0.85 (1,040.4 km)      | 마하 0.84 (1,028.16 km)        | 마하 0.85 (1,040.4 km)         |
| 최대 속도                    | 마하 0.82 (1,003.68 km)                       | 마하 0.84 (1,028.16 km)     | 마하 0.90 (1,101.6 km)      | 마하 0.92 (1,126.08 km)        | 마하 0.95 (1,162.8 km)         |
| 최대이륙중량시 필요 활주거리 | 5,249 ft (1,600 m)                            | 불명                        | 10,140 ft (3,090 m)         | 9,200 ft (2,800 m)             | 9,400 ft (2,900 m)             |
| 최대항속거리                 | 6,200 nmi (11,480 km)                         | 6,555 nmi (12,140 km)       | 9,260 nmi (17,150 km)       | 10,030 nmi (18,580 km)         | 9,950 nmi (18,430 km)          |
| 최대상승고도                 | 41,000 ft (12,000 m)                          | 불명                        | 45,100 ft (13,700 m)        | 43,100 ft (13,100 m)           | 43,100 ft (13,100 m)           |
| 날개 각도                    | 25.02°                                        | 27.5°                       | 37.5°                       | 33.5°                          | 32.2°                          |
| 장착 엔진                    | CFM 인터내셔널 CFM56-7 2기                    | CFM 인터내셔널 LEAP-1B 2기  | 제너럴 일렉트릭 GEnx 4기    | 제너럴 일렉트릭 GE90-115B1 2기 | 롤스로이스 트라이덴트 1000 2기 |
| 엔진 1기당 최대 추력         | 11,740 kg (26,400 lbf)                        | 12,500 kg (28,000 lbf) each | 32,680 kg (72,300 lbf) each | 52,300 kg (115,300 lbf) each   | 32,540 kg (72,000 lbf) each    |

## 같이 보기
- 보잉 737
- 보잉 737 MAX
- 보잉 747-8
- 보잉 777
- 보잉 787
- 에어버스 코어포레이트 제트